# St. Maria (Scheuer)

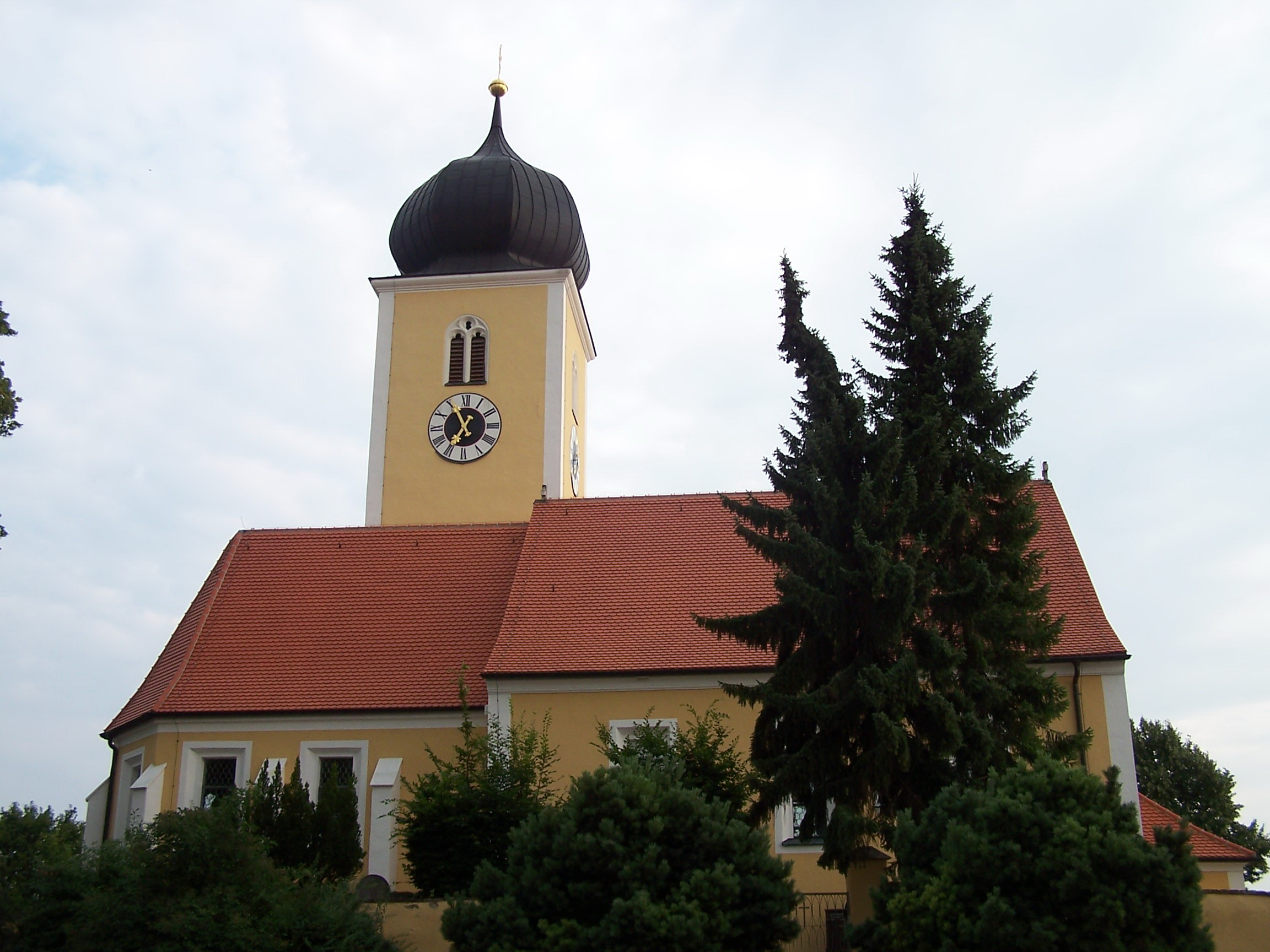
Sankt Maria in Scheuer

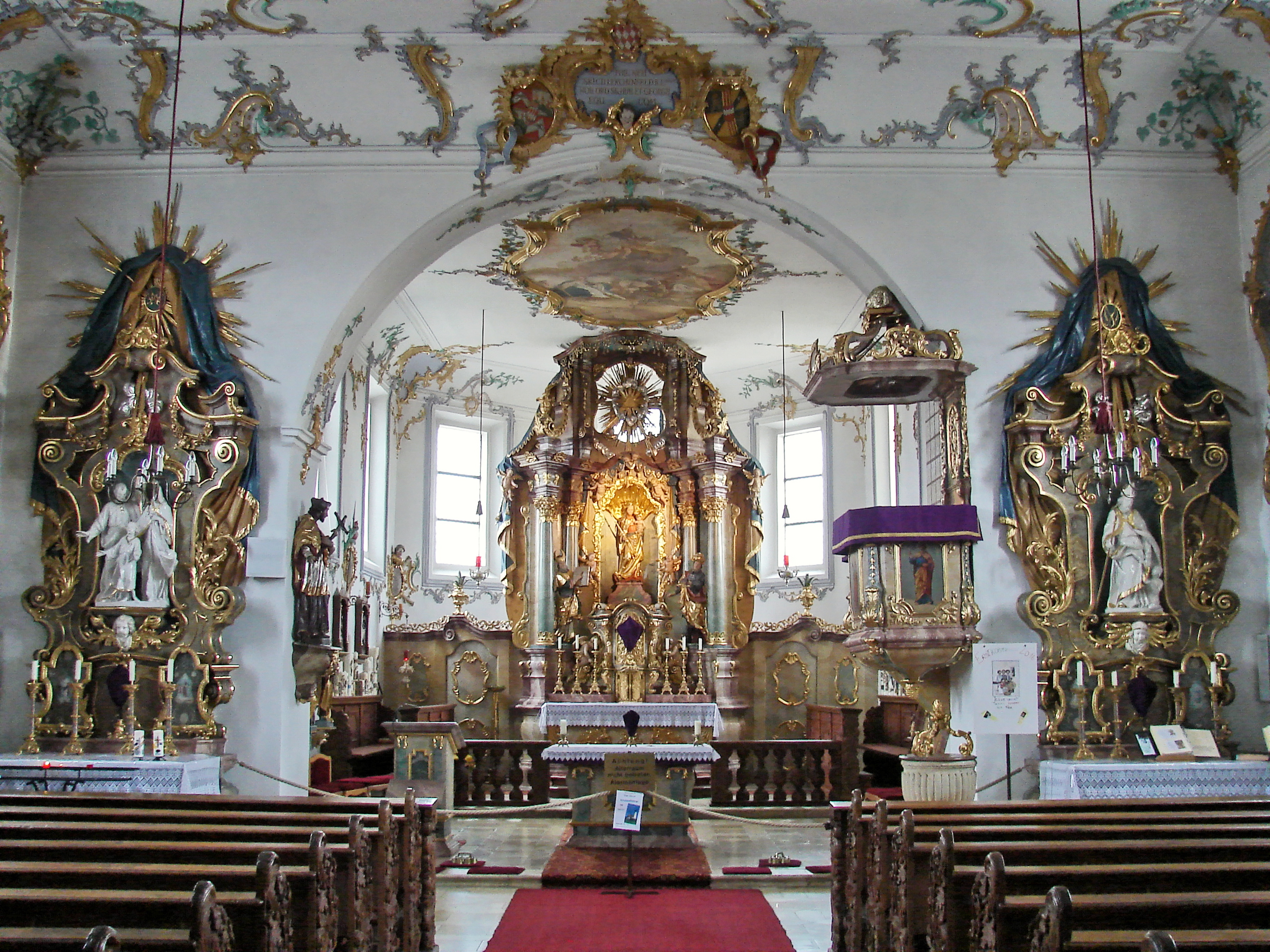
Sankt Maria: Innenraum

Die römisch-katholische Wallfahrts- und Expositurkirche St. Maria  (auch Beatae Mariae Virginis oder Beata Maria Virgo genannt) in Scheuer, einem Gemeindeteil der Gemeinde Mintraching im Oberpfälzer Landkreis Regensburg, ist ein barockisierter Saalbau, der bereits im 15. Jahrhundert erbaut wurde. Das geostete Kirchengebäude verfügt über einen eingezogenen Chor sowie über einen Chorflankenturm mit Zwiebelhaube, der mit der Jahreszahl „1461“ bezeichnet ist.

## Geschichte
Die Kirche wurde 1438 erstmals erwähnt. Wahrscheinlich war der gotische Bau ursprünglich dem Heiligen Kreuz geweiht. 1461 wurden Bautätigkeiten verzeichnet, was auf eine Renovierung oder Erweiterung hindeutet. Laut Matrikel von 1665 fiel sie im Dreißigjährigen Krieg 1633/34 Bränden zum Opfer. Die Schäden wurden erst 1684 beseitigt. Um 1688 wurde die Kirche zu einer Marienwallfahrtskirche benefiziert. Im 18. Jahrhundert erfolgte eine Gesamtrenovierung der Kirche, 1722 bis 1726 eine Umgestaltung im Barockstil. In den Jahren 1981 bis 1986 wurde sie innen umfassend renoviert, 2002 bis 2003 erfolgte eine Sanierung des Dachstuhls und eine Außenrenovierung.

## Ausstattung
Der barocke Hochaltar, gefertigt in den Jahren 1753 bis 1757 von einem Stadtamhofer Handwerker, prägt den Innenraum der Kirche. Im Zentrum des Altars steht die Marienstatue, die Hans Leinberger zugeschrieben wird, ebenso wie das Kreuz an der linken Seite des Altarraums.
Die Seitenaltäre wurden in den Jahren 1900 bis 1902 im Stil des Neo-Rokoko von dem Regensburger Bildhauer Schreiner gefertigt. Der Altarraum wird geprägt durch das Chorgestühl, die Kommunionbank, welche 1986 wiederhergestellt wurde und durch den Volksaltar von 1974.
An der Raumwand verteilt sind Bilder der Apostel Petrus, Andreas, Matthias, Thomas, Johannes, Jakobus der Ältere, Matthäus, Philippus, Judas Thaddäus, Jakobus der Jüngere, Bartholomäus und Simon.
Die Decke des Langhauses enthält sehr plastisch hervortretende Stuckarbeiten aus dem Jahr 1760 von Franz Höflmayer mit folgenden Motiven: Lilien und Rosen, Sonnenblume–Schlange–vertrockneter Rebstock, Schlange mit Apfel, Lebensbaum–Flammenschwert, der Heilige Geist mit seinen Gnaden, der Heilige Geist mit seinen Gaben, Krone und Zepter, die drei göttlichen Tugenden: Glaube, Hoffnung, Liebe, ein Rosenstock und der Baum des Lebens.
Decken- und Wandgemälde aus dem Jahr 1760/61 von Martin Speer zeigen Ester vor Ahasveros und andere alttestamentlichen Vorbilder, die Fürsprache der Gottesmutter im Kirchenschiff und die Huldigung der Gottesmutter durch die Erdteil im Chor.
Die anderen Grisaillebilder an den Wänden sind eine Glaubenspredigt in Bildersprache. Bilder der Geschichte des Gottesvolkes zeigen die enge Beziehung zwischen dem Alten und dem Neuen Testament auf: Die Frau mit der Sonne bekleidet, Die Vertreibung aus dem Paradies, Maria mit Jesus, Zeichen der Hoffnung – Erneuerung der Welt in Noah, Maria besiegt den Drachen durch ihren Sohn, Judith mit dem Kopf des Holofernes, Maria rettet uns durch Gnadengaben, Die Tochter des Pharao rettet das Leben des jungen Mose, Die Verkündigung des Herrn – der brennende Dornbusch, Maria legt bei ihrem Sohn Fürbitte für die kirchlichen und weltlichen Stände, für Arme und Kranke ein.

## Orgel

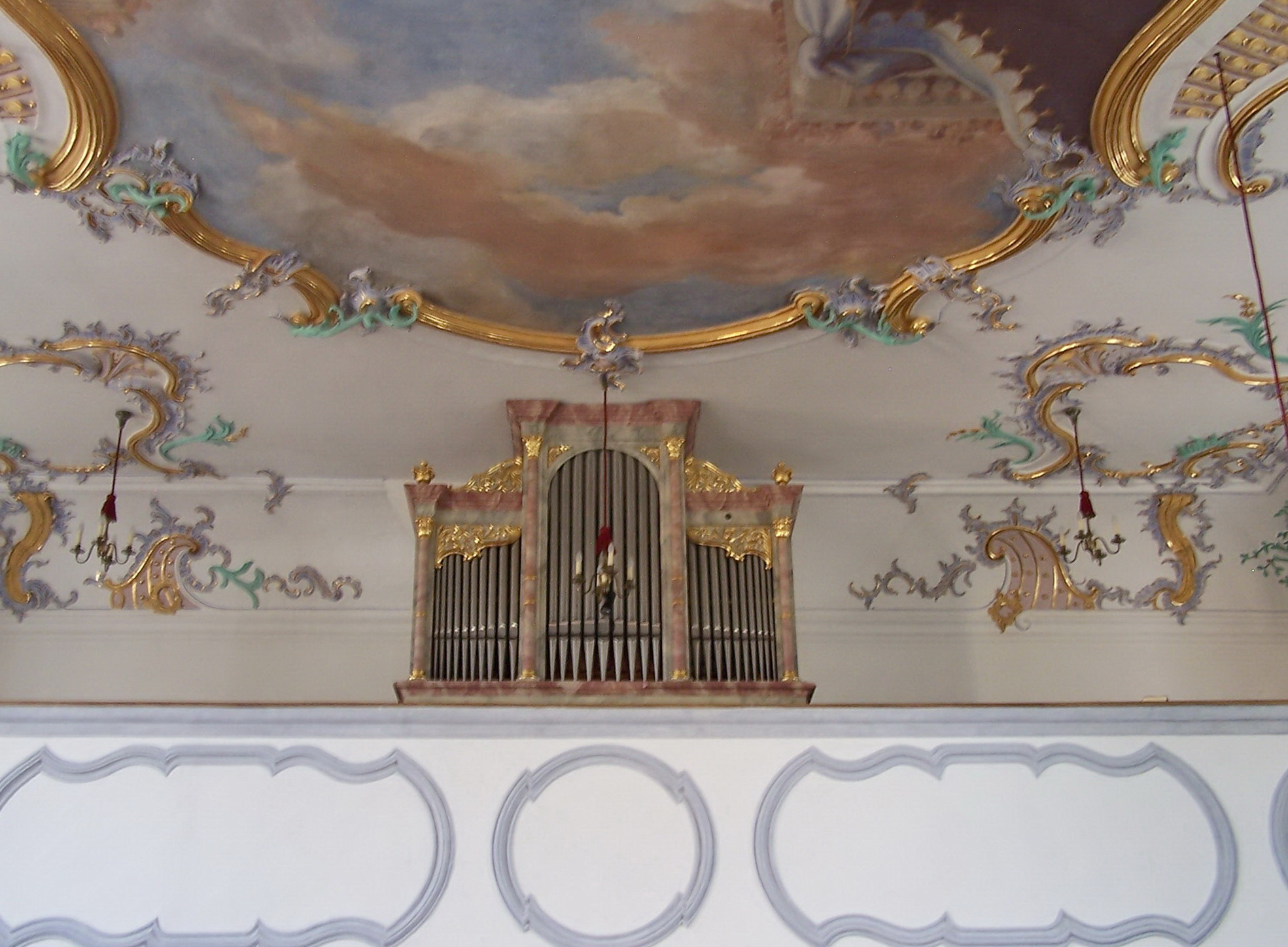
Ehrlich-Orgel

Bereits 1866 war eine Orgel vorhanden, die als sehr schlecht eingestuft wurde. Daher baute Anton Ehrlich aus Straubing ein neues Instrument mit der gleichen Registerzahl wie im Vorgängerinstrument. Die Orgel wurde 1898 repariert, 1974 von Weise umgebaut und 1978 von der Firma Rickert in Regensburg restauriert. Bei dieser Restaurierung wurden die Umbauten von 1974 rückgängig gemacht und der Prospekt wieder mit Zinnpfeifen versehen. Das Instrument hat folgende Disposition:
| Manual C– |            |    |
| 1.        | Principal  | 8′ |
| 2.        | Porton     | 8′ |
| 3.        | Oktav      | 4′ |
| 4.        | Flöte      | 4′ |
| 5.        | Mixtur III | 2′ |

| Pedal C– |          |     |
| 6.       | Subbaß   | 16′ |
| 7.       | Octavbaß | 08′ |

- Koppel: I/P

## Außenbereich
Die Kirche ist von einem Friedhof umgeben, dessen Ummauerung aus dem 18. Jahrhundert stammt und wie auch das Kirchengebäude unter Denkmalschutz steht.